# Nuno Valente
Nuno Jorge Pereira Silva Valente (Lisabon, 12. rujna 1974.), poznatiji kao Nuno Valente bivši je portugalski nogometni reprezentativac.
Karijeru je započeo u drugoligaškom portugalskom klubu Portimonense Sporting Clube, a zatim se pridružio klubu Sporting Lisabonu. Nakon pobjede na Kupu Portugala 1996./97, Jose Mourinho je prepoznao njegov talent i pozvao ga je u klub UD Leiria gdje je proveo 3 godine. Nakon U.D. Leiria prelazi u F.C. Porto u kojem nakon tri godine igranja prelazi u engleski Everton u kojem i završava nogometnu karijeru.